# Belik Badmajewitsch Galanow
Belik Badmajewitsch Galanow, auch bekannt als Tamir Badmajewitsch Galanow (russisch Бэлик/Тамир Бадмаевич Галанов; * 14. Februar 1989 in Kischinga, Burjatische ASSR, RSFSR) ist ein russischer Boxer.

## Erfolge
Belik Galanow ist rund 1,52 m groß und boxt im Halbfliegengewicht. Sein bisher größter Erfolg war der Gewinn der Silbermedaille bei den Europameisterschaften 2011 in Ankara. Nach Siegen gegen Łukasz Maszczyk (19:9), Ferhat Pehlivan (14:10) und Georgi Andonow (18:7), war er im Finale gegen Salman Əlizadə (14:16) unterlegen.
Im März 2012 gewann er den Chemiepokal in Halle, nachdem er sich gegen Ștefan Cașlarov (13:4), Manuel Cappai (12:9) und Hamza Touba (12:11) durchgesetzt hatte. 
Im Juni 2014 folgte der Gewinn der Silbermedaille bei den Militär-Weltmeisterschaften in Almaty. Gegen Youcef Soltani (TKO) und Paulo Carvalho (3:0) hatte er das Finale erreicht, in welchem er gegen Olzhas Bayniyazov (0:3) ausschied.
Darüber hinaus ist Galanow Russischer Meister von 2009, 2012 und 2013, sowie Russischer Vizemeister der Jahre 2008, 2010, 2011, 2015 und 2016. Im März 2016 wurde er positiv auf Doping getestet und von der AIBA vorläufig suspendiert.
Bei den Europameisterschaften 2017 in Charkiw schied er zwar im Achtelfinale aus, wurde aber für die Weltmeisterschaften 2017 in Hamburg nachnominiert. Dort erreichte er gegen Jabali Breedy (5:0), David Jiménez (3:2) und Manuel Cappai (5:0) das Halbfinale, wo er gegen Yosvany Veitía mit einer Bronzemedaille ausschied.